# Bowie at the Beeb
Bowie at the Beeb (sottotitolato The Best of the BBC sessions 68-72) è una antologia del cantante britannico David Bowie pubblicata nel 2000 e che contiene una selezione delle registrazioni effettuate presso gli studi della emittente radiofonica BBC tra il 1968 e il 1972.
Oltre a una versione standard in due CD, dell'album è stata realizzata una edizione limitata che contiene un disco aggiuntivo con la registrazione di una esibizione di Bowie al BBC Radio Theatre, presso la sede londinese dell'emittente, tenutasi il 27 giugno 2000.
Nel titolo dell'album si fa riferimento al nomignolo "Beeb" con cui è conosciuta la BBC presso il pubblico britannico.

## Tracce
- Tutti i brani, se non diversamente specificato, sono composti da David Bowie.

Disco 1
1. In the Heat of the Morning – 3:02
2. London Bye Ta-Ta – 2:36
3. Karma Man – 3:00
4. Silly Boy Blue – 6:08
5. Let Me Sleep Beside You – 3:17
6. Janine – 3:24
7. Amsterdam – 3:18
8. God Knows I'm Good – 3:36
9. The Width of a Circle – 5:21
10. Unwashed and Somewhat Slightly Dazed – 5:07
11. Cygnet Committee – 9:07
12. Memory of a Free Festival – 3:18
13. Wild Eyed Boy from Freecloud – 5:55
14. Bombers – 3:19
15. Looking for a Friend – 3:34
16. Almost Grown – 2:44 (Chuck Berry)
17. Kooks – 3:32
18. It Ain't Easy – 2:51 (Ron Davies)

Disco 2
1. The Supermen – 2:51
2. Eight Line Poem – 2:56
3. Hang On to Yourself – 2:50
4. Ziggy Stardust – 3:26
5. Queen Bitch – 2:59
6. I'm Waiting for the Man – 5:24 (Lou Reed)
7. Five Years – 4:24
8. White Light/White Heat – 3:48 (Lou Reed)
9. Moonage Daydream – 4:58
10. Hang On to Yourself – 2:50
11. Suffragette City – 3:28
12. Ziggy Stardust – 3:24
13. Starman – 4:05
14. Space Oddity – 4:16
15. Changes – 3:29
16. Oh! You Pretty Things – 2:57
17. Andy Warhol – 3:14
18. Lady Stardust – 3:21
19. Rock 'n' Roll Suicide – 3:08

BBC Radio Theatre, London, June 27, 2000, bonus disc dell'edizione limitata
1. Wild Is the Wind – 6:23 (Ned Washington, Dimitri Tiomkin)
2. Ashes to Ashes – 5:04
3. Seven – 4:13 (Bowie, Reeves Gabrels)
4. This Is Not America – 3:44 (Bowie, Pat Metheny, Lyle Mays)
5. Absolute Beginners – 6:32
6. Always Crashing in the Same Car – 4:07
7. Survive – 4:55 (Bowie, Gabrels)
8. Little Wonder – 3:49 (Bowie, Gabrels, Mark Plati)
9. The Man Who Sold the World – 3:58
10. Fame – 4:12 (Bowie, Carlos Alomar, John Lennon)
11. Stay – 5:45
12. Hallo Spaceboy – 5:22 (Bowie, Brian Eno)
13. Cracked Actor – 4:10
14. I'm Afraid of Americans – 5:30
15. Let's Dance – 6:20

## Formazione
- David Bowie – voce, chitarra, tastiere
- Orchestra di Tony Visconti:
  - Herbie Flowers – basso
  - Barry Morgan – batteria
  - John Mclaughlin – chitarra
  - Alan Hawkshaw – tastiere
  - Tony Visconti – coro
  - Steve "Peregrin Took" – coro
- Junior's Eyes:
  - Mick Wayne – chitarra
  - Tim Renwick – chitarra ritmica
  - John "Hook" Lodge – basso
  - John Cambridge – batteria
- The Tony Visconti Trio alias The Hype:
  - Tony Visconti – basso
  - Mick Ronson – chitarra
  - John Cambridge – batteria
- David Bowie and friends:
  - David Bowie – voce, chitarra, tastiere
  - Mick Ronson – chitarra, voce
  - Trevor Bolder – basso
  - Mick Woodmansey – batteria
  - Mark Carr-Pritchard – chitarra
  - George Underwood – voce
  - Dana Gillespie – voce
  - Geoffrey Alexander – voce
- David Bowie e The Spiders from Mars (nel disco 2, dalla traccia 3 alla 19):
  - David Bowie – voce, chitarra
  - Mick Ronson – voce, chitarra
  - Trevor Bolder – basso
  - Woody Woodmansey – batteria

### Collaboratori
- Nicky Graham - pianoforte nel disco 2, dalla traccia 8 alla 19

## Edizioni
- 2000 – Bowie at the Beeb, CD (doppio), BBC EMI 7243 5 28629 2 4
- 2000 – Bowie at the Beeb, CD (triplo), BBC EMI 7243 5 28958 2 3, edizione limitata
- 2016 – Bowie at the Beeb, LP (quadruplo), Parlophone Records Rhino Records 2564609528